# USS Narwhal (SSN-671)
Lo USS Narwhal (SSN-671) assieme all' USS Glenard P. Lipscomb (SSN-685) sono stati sottomarini dell'US Navy, sperimentali, costruiti ciascuno in un'unica unità, con lo scopo di sperimentare nuove tecnologie per rendere tali unità silenziose. Essi erano molto simili alla Classe Sturgeon come struttura base, ma l'apparato propulsivo era molto più pesante e ingombrante.
La struttura fondamentale era sempre la stessa del tipico SSN USA. A prua, il comparto per il grande sonar a bassa frequenza, dietro gli alloggi, il comparto siluri e a seguire, all'incirca a mezza nave, la centrale di combattimento e sopra di essa la vela, con i timoni. Di seguito altri alloggi e stive varie, mensa e magazzini. L'ultimo terzo abbondante dello scafo era per il reattore nucleare, seguito da 2 turbine sullo stesso asse portaelica, la quale, all'estrema poppa era circondata da impennaggi cruciformi.
Il Narwhal era dotato di un reattore a circolazione naturale dell'acqua, del tipo S5G, eliminando la necessità di pompe meccaniche, il principale motivo della rumorosità alle basse velocità degli SSN (per la necessità di pompare acqua verso il nocciolo del reattore). Le sue dimensioni erano assai maggiori degli Sturgeon.
Entrambe le unità sono state messe in servizio misto operativo-sperimentale, armate con siluri Mk 48 e sensori di vario tipo.